# Dogs
„Dogs“; původně jako „You Gotta Be Crazy“ je druhá skladba z alba Animals z roku 1977 od anglické progresivně rockové skupiny Pink Floyd. Hudbu napsal kytarista David Gilmour a texty baskytarista Roger Waters. Se svou stopáží 17 minut se jedná o nejdelší skladbu na albu Animals.

## Sestava
- Roger Waters – baskytara, zpěv
- David Gilmour – zpěv, akustická kytara, elektrická kytara (Fender Telecaster)
- Rick Wright – piáno (Fender Rhodes), varhany (Hammond), syntezátory (Minimoog a ARP String), doprovodný zpěv
- Nick Mason – bicí, perkuse